# Pellaea paradoxa
Pellaea paradoxa är en kantbräkenväxtart som först beskrevs av Robert Brown, och fick sitt nu gällande namn av William Jackson Hooker. Pellaea paradoxa ingår i släktet Pellaea och familjen Pteridaceae. Inga underarter finns listade.

## Bildgalleri

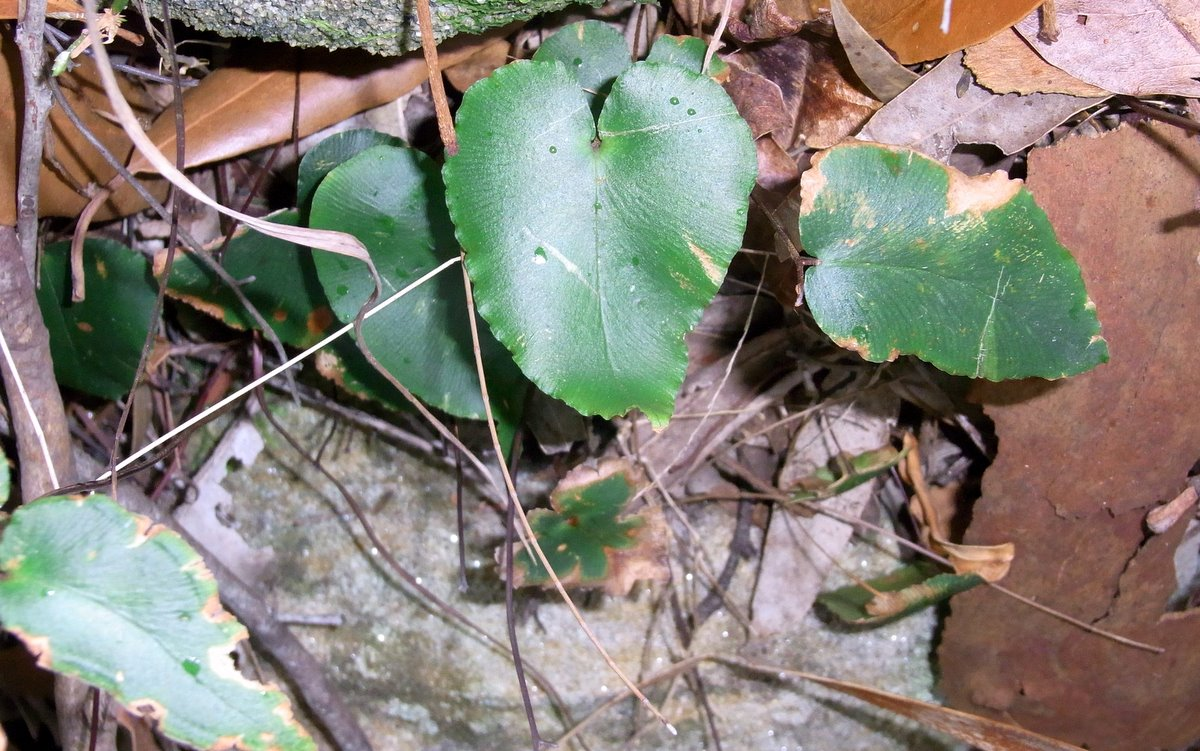